# Sochinsogonia fimbriata
Sochinsogonia fimbriata är en insektsart som beskrevs av Young 1986. Sochinsogonia fimbriata ingår i släktet Sochinsogonia och familjen dvärgstritar. Inga underarter finns listade i Catalogue of Life.